# Zweigen Kanazawa
El Zweigen Kanazawa (ツエーゲン金沢 Tsuēgen Kanazawa?) es un equipo de fútbol de Japón que milita en la J3 League, la tercera división del país. Es uno de los equipos de fútbol que ha sido opacado por el Albirex Niigata, el equipo dominante de la región de Hokushinetsu.

## Historia

### Primeros años (1956-2005)
Fue fundado en el año 1956 en la ciudad de Kanazawa, de la prefectura de Ishikawa con el nombre Kanazawa SC.

### Zweigen Kanazawa (2006-actualidad)
Cambió su nombre por el actual en el 2006. El 19 de diciembre de 2009 logró ascender por primera vez a la Japan Football League (JFL) tras vencer al FC Kariya en el playoff de ascenso por marcador de 2-1. El 15 de diciembre de 2010 el equipo fue comprado por la compañía Zweigen, Inc. y se convirtió en un miembro asociado de la liga, la cual se aplicó oficialmente el 7 de enero de 2011.
El 16 de noviembre de 2014 el club ganó el título de la J3 League y obtuvieron la licencia para jugar en la J2 League por primera vez en su historia para la temporada 2015. Tras terminar en el último puesto en la temporada 2023 el equipo descendió nuevamente a J3 League.

## Uniforme
| Local       | Local       | Local | Local | Local  |
| ----------- | ----------- | ----- | ----- | ------ |
| 2006 - 2007 | 2008 - 2010 | 2011  | 2012  | 2013   |
| 2014        | 2015        | 2016  | 2017  | 2018   |
| 2019        | 2020        | 2021  | 2022  | 2023 - |
|             |             |       |       |        |

| Visitante   | Visitante | Visitante   | Visitante | Visitante |
| ----------- | --------- | ----------- | --------- | --------- |
| 2008 - 2010 | 2011      | 2012 - 2013 | 2014      | 2015      |
| 2016        | 2017      | 2018        | 2019      | 2020      |
| 2021        | 2022      | 2023 -      |           |           |
|             |           |             |           |           |

| Summer 2019 |

## Jugadores

### Jugadores en préstamo
| Prestados |       |     |               |         |                |
| -         | JPN ! | DEF | Kodai Enomoto | 30 años | Vonds Ichihara |

### Jugadores destacados
La siguiente lista recoge algunos de los futbolistas destacados de la entidad.
| ::Japón - Asuki Oishi (2013-2015) - Shu Abe (2011-2012) - Masateru Akita (2008-2009) - Ayato Hasebe (2010) - Kiyohiro Hirabayashi (2011-2012) - Keisuke Minegishi (2014-2017) - Kento Onodera (2014) - Keita Sogabe (2010-2011) - Iwao Yamane (2010-2011) |  | :: |

## Rivalidades
Derbi del Hakusan (Monte Haku)
El derbi del Hakusan enfrenta a los equipos a las faldas del monte Haku, enfrentando al FC Gifu, denominado dentro del derbi como el equipo del río Nagaragawa y al Zweigen Kanazawa como el equipo del oeste de Ishikawa.

## Palmarés
- J3 League (1): 2014
- Liga Regional de Hokushinetsu Division 1 (1): 2004